# Waste Management
Waste Management reprezintă cel de-al treilea album de studio în limba engleză produs de formația rusă t.A.T.u..
Lansarea albumului este preconizată în luna Iulie 2008 însă nu este exclusă și o amânare.